# Anonychomyrma glabrata
Anonychomyrma glabrata är en myrart som först beskrevs av Smith 1857.  Anonychomyrma glabrata ingår i släktet Anonychomyrma och familjen myror. Inga underarter finns listade i Catalogue of Life.